# Finanzamt Friedrichshafen
Das Finanzamt Friedrichshafen in Friedrichshafen entstand nach der Auflösung der Kameralämter in Württemberg als Nachfolgebehörde des Kameralamts Tettnang. Das Finanzamt ist eine örtliche Behörde der Finanzverwaltung in Württemberg.

## Geschichte
Das Finanzamt entstand 1919 mit dem Namen Finanzamt Tettnang und Sitz in Tettnang nach der Auflösung des Kameralamt Tettnang und war für die im Landkreis Tettnang gelegenen Gemeinden zuständig.
Im Jahr 1922 erfolgte die Abgabe der Liegenschaftsverwaltung an das Staatsrentamt Weingarten.
1937 wurde das Finanzamt Tettnang nach Friedrichshafen verlegt und trägt seit dem den Namen Finanzamt Friedrichshafen. Auf Grund der Kriegsschäden in Friedrichshafen wurde das Finanzamt im August 1944 vorübergehend nach Tettnang, bis es zwei Jahre später wieder nach Friedrichshafen rückverlegt wurde. Seit 1974 ist das Finanzamt Friedrichshafen für den östlichen Teil des Bodenseekreises zuständig, der zuvor durch die Vereinigung des Landkreises Tettnang mit dem Großteil des Landkreises Überlingen gebildet worden war, was der Fläche des früheren Landkreis Tettnang entspricht.